# Волкодери
Волкодери (мкд. Волкодери) су насеље у Северној Македонији, у јужном делу државе. Вукодери припадају општини Ресан.

## Географија
Насеље Волкодери је смештено у југозападном делу Северне Македоније. Од најближег већег града, Битоља, насеље је удаљено 45 km западно, а од општинског средишта 15 km јужно.
Волкодери се налазе у области Горње Преспе, области око западне и северне обале Преспанског језера. Насеље је смештено изнад северозападне обале Преспанског језера. Западно од насеља се издиже планина Галичица, а источно се пружа пријезерско поље. Надморска висина насеља је приближно 980 метара.
Клима у насељу је планинска због знатне надморске висине.

## Становништво
Волкодери су према последњем попису из 2002. године имали 114 становника. 
Већину становништва чине етнички Македонци (100%).
Већинска вероисповест је православље.